# Клима, Иван
Иван Кли́ма (чеш. Ivan Klíma, настоящая фамилия — Каудерс (чеш. Kauders); р. 14 сентября 1931, Прага) — современный чешский прозаик, драматург и публицист, произведения которого переведены на многие языки мира — английский, немецкий, русский, греческий, норвежский, японский, турецкий и другие.

## Биография
Будучи 10-летним ребенком, три с половиной года провёл в фашистском концлагере для евреев Терезин.
После войны окончил гимназию и факультет искусств Карлова университета. Свою дипломную работу он посвятил творчеству Карела Чапека. Стал журналистом и сотрудничал с газетой «Ческе новины».
С 1956 работал в качестве редактора журнала «Кветы», в 1959—1963 печатался в издательстве Československý spisovatel (Чехословацкий писатель). В 1963—1969 был заместителем главного редактора культурно-политических журналов Literární noviny и Literárních listů.
В 1953 вступил в Коммунистическую партию Чехословакии. В 1960-х годах вместе с другими представителями чешской интеллигенции принимал активное участие в организации Пражской весны. В 1967 был исключён из партии.
В 1969 уехал в США, где работал в качестве приглашённого профессора в Мичиганском университете. Вернулся на родину в 1970 году.
В середине 1990-х годов Иван Кли́ма стал заместителем председателя чешского ПЕН-клуба.

## Творчество
Иван Клима относится к авторам-создателям чешской психологической прозы. Известность приобрёл, прежде всего, как литератор-диссидент, произведения которого с 1967 года до «Бархатной революции» 1989 года не могли появляться в официальной чешской печати. Произведения Ивана Климы печатались в самиздате и передавались от читателя к читателю. Большой популярностью его творчество пользовалось у чешских эмигрантов.
Автор прозаических произведений, философских романов, драм, рассказов, очерков и эссе, литературы для детей.

## Избранные произведения
- «Влюбленные на одну ночь» (1964)
- «Судья из милости» (Лондон, 1986)
- «Любовь и мусор» (Лондон, 1987)
- «Министр и Ангел» (1990)
- «В ожидании тьмы, в ожидании света» (1993)
- «Мой сумасшедший век» (2009)

## Награды
- В 2002 он был награждён премией Франца Кафки.
- В 2010 награждён премией Magnesia Litera в категории научной литературы.
- Награждён медалью «За заслуги» первой степени в 2002 году.